# 오미국

오미국

오미국(일본어: 近江国 오미노쿠니[*])은 도산도(東山道)에 있던 일본의 옛 구니이다. 현재의 시가현(滋賀県)에 해당한다. 고슈(江州)라고도 한다.

## 오미의 이름과 유래
오미국은 처음에는 「淡海」로 표기하고 아하미(あはうみ), 또는 아후미(あふみ)로 읽었으며, 「지카쓰아하미(近淡海)」로도 읽었다. 《고사기(古事記)》에도 「近つ淡海國」, 「淡海國」, 「近淡海國」 등으로 기재되어 있다. 이들 표기는 당시의 비와호(琵琶湖)의 호칭을 그대로 구니(國)의 이름으로 삼은 것이다. 아스카노미야코(飛鳥京)에서 후지와라노미야(藤原宮) 시대(다이카 개신부터 일본에 율령제가 시작될 때까지의 기간)에 제작된 목간(木簡)에는 오미국이 「近水海」로 기재되어 있다. 또한 「海」가 빠지고 「近淡」로만 기록된 것도 있다.

## 군
- 시가군(일본어판)(滋賀郡)
- 구리타군(일본어판)(栗太郡)
- 고카군(일본어판)(甲賀郡)
- 야스군(野洲郡)
- 가모군(蒲生郡)
- 간자키군 (시가현)(일본어판)(神崎郡)
- 에치군(愛知郡)
- 이누카미군(犬上郡)
- 사카타군(일본어판)(坂田郡)
- 아자이군(일본어판)(浅井郡)
- 이카군(伊香郡)
- 다카시마군 (시가현)(일본어판)(高島郡)